# 54-я стрелковая дивизия
54-я стрелковая Мазурская ордена Ленина Краснознамённая ордена Кутузова дивизия — воинское соединение Вооружённых Сил СССР в Великой Отечественной войне

## История
Сформирована на Северном фронте Гражданской войны в августе 1919 года из войск Мезенского, Пинежского и Котласского районов на Северном фронте была сформирована 54-я стрелковая дивизия, командовать которой в декабре того же года был назначен В. Д. Цветаев. В 1919 году дивизия в составе 6-й армии вела боевые действия на реках Северная Двина и Пинега, в январе-феврале 1920 участвовала в освобождении Холмогор и Архангельска, в апреле 1920 года передана в 7-ю армию и воевала против финской армии между Ладожским и Онежским озёрами. В июне 1920 года дивизию перебросили в 15-ю армию Западного фронта и участвовала в советско-польской войне. В августе 1920 года во время контрнаступления польских войск дивизия была оттеснена к границам Восточной Пруссии, перешла её и там была интернирована. В 1939 году на базе частей дивизии развёрнута 104-я горнострелковая дивизия.
Участвовала в Зимней войне, наступала в направлении Кухмо.
В действующей армии с 22 июня 1941 по 14 ноября 1944, с 15 декабря 1944 по 1 апреля 1945 и с 21 апреля 1945 по 11 мая 1945 года.
На 22 июня 1941 года занимала участок Кемь — Ухта — Реболы, находясь в 100—250 километрах от границы. При этом, два полка (81-й и 118-й) дивизии прикрывали направление на Ухту, а 337-й стрелковый полк действовал отдельно, южнее, прикрывая Ребольское направление.
Что касается основных сил дивизии, то они развернулись по реке Войница, где вступили в бои с группой «F» сформированная из 3-й пехотной дивизии (группа представляла собой усиленный пехотный полк), а также с резервом 3-й пехотной дивизии — пехотный полк с приданной немецкой танковой ротой. Основные бои развязались за посёлок Войницы с 10 июля 1941 года. В течение девяти дней полки дивизии вели ожесточённые бои за посёлок, после чего оставили его, отступая с боями по направлению к Ухте. Финские войска, продвигаясь вперёд, вышли к 23 июля 1941 года к Корпиярви, откуда наступление начало развиваться по северному берегу озера Среднее Куйто и ещё севернее: по дороге Корпиярви — Ухта в направлении озера Елданка, в 19 километрах к северо-западу от Ухты. Часть финских войск была направлена по южному берегу озера Среднее Куйто, где они сумели выйти до посёлка Энонсу, и где передовые дозоры были остановлены на пути к Луусалми. 54-я стрелковая дивизия, получив пополнение, заняла позиции по рубежу реки Кис-Кис северо-западнее Ухты, где финские войска 19 августа 1941 года были окончательно остановлены в упорных боях первой половины августа 1941 года. С этого времени положение в полосе дивизии стабилизировалось до 1944 года. В сентябре 1941 года финские войска осуществили ещё одну попытку наступления, но атаки были легко отбиты окопавшейся дивизией, в которой был в середине сентября восстановлен 337-й стрелковый полк.
Первый 337-й стрелковый полк, прикрывая Ребольское направление, вёл оборону самостоятельно, противостоя 14-й пехотной дивизии, усиленной двумя егерскими батальонами. С 3 по 24 июля 1941 года полк ожесточённо обороняет Реболы. В лобовом штурме позиций полка финские войска не преуспели, и 15 июля 1941 года предприняли обходной манёвр. 337-й стрелковый полк был вынужден отходить на север, а затем на восток, дабы не попасть в полное окружение.

22.07.41г. бои идут на Ребольском направлении.
Положение 337 стрелкового полка, находящегося в окружении и отрезанного от тылов, чрезвычайно тяжёлое и всё осложняется.
На запросы командования 337 стрелкового полка, военком дивизии ответил, что нужно разбить окружающего противника, восстановить прежнее положение. Нужно мобилизовать себя на преодоление трудностей.
23 июля.
Организованный всеми силами 337 стрелкового полка прорыв не удался. В 22.00 23.07 командир полка принял решение уничтожить материальную часть и начать отход вне дорог в северном направлении на Кимас-Озерскую дорогу. Противник движется на тылы 337 стрелкового полка. Тылы отрезаны. Личный состав трое суток в непрерывном бою, боеприпасов почти нет, питаются одной кониной. Скопилось много раненых (до 300 чел.).
29 июля.

К 12.00 на коммуникацию Реболы вышли 337 стрелковый полк, 491 гаубично-артиллерийский полк, 73 ПО в общем количестве 3000 человек.— ЦАМО. Фонд 54 стрелковая дивизия. Опись 1. Дело 13. Журнал боевых действий. Листы 39-43.
В начале августа 1941 года полк вышел к Ругозеру и включён в состав вновь сформированной дивизии Ребольского направления.
Дивизия вела позиционную оборону Ухты до 1944 года, левым флангом примыкая к озеру Среднее Куйто, ведя частные бои и разведку.
В сентябре 1944 года, после выхода Финляндии из войны, участвовала в преследовании противника на кандалакшском и кестеньгском направлениях, продвинулась до государственной границы СССР и до 14 ноября 1944 года находится на обороне границы, после чего была снята с позиций, и в декабре 1944 года направлена в 31-ю армию, которая дислоцировалась северо-западнее Сувалок. С января 1945 года участвовала в Восточно-Прусской стратегической операции. С начала операции наступала во втором эшелоне, в общем направлении на Летцен, введена в бой на рубеже Мазурских озёр, 27 января 1945 года приняла участие во взятии города Бартен, продолжила наступление через Растенбург, прорывая укреплённые рубежи, вышла к заливу Фришес-Хафф и 25 марта 1945 года приняла участие во взятии города Хайлигенбайль. 2 апреля 1945 года поступила в резерв в составе армии и переброшена на 1-й Украинский фронт, заняв позиции юго-западнее Бунцлау. С 6 мая 1945 года наступает в ходе Пражской операции, где и закончила войну.

## Подчинение
| Дата            | Фронт (округ)               | Армия (группа)             | Корпус                  | Примечания                                      |
| --------------- | --------------------------- | -------------------------- | ----------------------- | ----------------------------------------------- |
| 22.06.1941 года | Ленинградский военный округ | 7-я армия                  | -                       | -                                               |
| 01.07.1941 года | Северный фронт              | 7-я армия                  | -                       | -                                               |
| 10.07.1941 года | Северный фронт              | 7-я армия                  | -                       | -                                               |
| 01.08.1941 года | Северный фронт              | 7-я армия                  | -                       | -                                               |
| 01.09.1941 года | Карельский фронт            | 7-я армия                  | -                       | -                                               |
| 01.10.1941 года | Карельский фронт            | Кемская оперативная группа | -                       | -                                               |
| 01.11.1941 года | Карельский фронт            | Кемская оперативная группа | -                       | -                                               |
| 01.12.1941 года | Карельский фронт            | Кемская оперативная группа | -                       | -                                               |
| 01.01.1942 года | Карельский фронт            | Кемская оперативная группа | -                       | -                                               |
| 01.02.1942 года | Карельский фронт            | Кемская оперативная группа | -                       | -                                               |
| 01.03.1942 года | Карельский фронт            | Кемская оперативная группа | -                       | -                                               |
| 01.04.1942 года | Карельский фронт            | Кемская оперативная группа | -                       | -                                               |
| 01.05.1942 года | Карельский фронт            | 26-я армия                 | -                       | -                                               |
| 01.06.1942 года | Карельский фронт            | 26-я армия                 | -                       | -                                               |
| 01.07.1942 года | Карельский фронт            | 26-я армия                 | -                       | -                                               |
| 01.08.1942 года | Карельский фронт            | 26-я армия                 | -                       | -                                               |
| 01.09.1942 года | Карельский фронт            | 26-я армия                 | -                       | -                                               |
| 01.10.1942 года | Карельский фронт            | 26-я армия                 | -                       | -                                               |
| 01.11.1942 года | Карельский фронт            | 26-я армия                 | -                       | -                                               |
| 01.12.1942 года | Карельский фронт            | 26-я армия                 | -                       | -                                               |
| 01.01.1943 года | Карельский фронт            | 26-я армия                 | -                       | -                                               |
| 01.02.1943 года | Карельский фронт            | 26-я армия                 | -                       | -                                               |
| 01.03.1943 года | Карельский фронт            | 26-я армия                 | -                       | -                                               |
| 01.04.1943 года | Карельский фронт            | 26-я армия                 | -                       | -                                               |
| 01.05.1943 года | Карельский фронт            | 26-я армия                 | -                       | -                                               |
| 01.06.1943 года | Карельский фронт            | 26-я армия                 | -                       | -                                               |
| 01.07.1943 года | Карельский фронт            | 26-я армия                 | -                       | -                                               |
| 01.08.1943 года | Карельский фронт            | 26-я армия                 | -                       | -                                               |
| 01.09.1943 года | Карельский фронт            | 26-я армия                 | -                       | -                                               |
| 01.10.1943 года | Карельский фронт            | 26-я армия                 | -                       | -                                               |
| 01.11.1943 года | Карельский фронт            | 26-я армия                 | -                       | -                                               |
| 01.12.1943 года | Карельский фронт            | 26-я армия                 | -                       | -                                               |
| 01.01.1944 года | Карельский фронт            | 26-я армия                 | -                       | -                                               |
| 01.02.1944 года | Карельский фронт            | 26-я армия                 | -                       | -                                               |
| 01.03.1944 года | Карельский фронт            | 26-я армия                 | -                       | -                                               |
| 01.04.1944 года | Карельский фронт            | 26-я армия                 | -                       | -                                               |
| 01.05.1944 года | Карельский фронт            | 26-я армия                 | -                       | -                                               |
| 01.06.1944 года | Карельский фронт            | 26-я армия                 | -                       | -                                               |
| 01.07.1944 года | Карельский фронт            | 26-я армия                 | -                       | -                                               |
| 01.08.1944 года | Карельский фронт            | 26-я армия                 | -                       | -                                               |
| 01.09.1944 года | Карельский фронт            | 26-я армия                 | 132-й стрелковый корпус | -                                               |
| 01.10.1944 года | Карельский фронт            | 26-я армия                 | 132-й стрелковый корпус | -                                               |
| 01.11.1944 года | Карельский фронт            | 26-я армия                 | 132-й стрелковый корпус | -                                               |
| 01.12.1944 года | Резерв Ставки ВГК           | 26-я армия                 | -                       | -                                               |
| 01.01.1945 года | 3-й Белорусский фронт       | 31-я армия                 | -                       | -                                               |
| 01.02.1945 года | 3-й Белорусский фронт       | 31-я армия                 | 71-й стрелковый корпус  | -                                               |
| 01.03.1945 года | 3-й Белорусский фронт       | 31-я армия                 | 71-й стрелковый корпус  | -                                               |
| 01.04.1945 года | 3-й Белорусский фронт       | 31-я армия                 | 71-й стрелковый корпус  | с 02.04.1945 по 21.04.1945 в Резерве Ставки ВГК |
| 01.05.1945 года | 1-й Украинский фронт        | 31-я армия                 | 71-й стрелковый корпус  | -                                               |

## Состав
- 337-й стрелковый полк (до 28.07.1941 и с 19.09.1941)
- 81-й стрелковый Краснознамённый полк
- 118-й стрелковый полк
- 86-й артиллерийский полк (до 27.10.1941)
- 491-й гаубичный артиллерийский полк (до 05.10.1941)
- 58-й отдельный истребительно-противотанковый дивизион (до 09.10.1941 и с 12.01.1942)
- 388-я зенитная батарея (148-й отдельный зенитный артиллерийский дивизион)(до 25.05.1943)
- 366-й миномётный дивизион (с 22.10.1941 по 10.10.1942)
- 34-я разведывательная рота
- 16-й сапёрный батальон
- 904-й (49-й) отдельный батальон связи (814-я отдельная рота связи)
- 29-й медико-санитарный батальон
- 181-й автотранспортный батальон (до 09.10.1941)
- 173-я (181-я) автотранспортная рота
- 163-й (80-й) дивизионная авторемонтная мастерская
- 161-й дивизионный ветеринарный лазарет
- 164-я полевая хлебопекарня (27-й полевой автохлебозавод)
- 192-я полевая почтовая станция
- 190-я полевая касса Госбанка

## Командиры
- Цветаев, Вячеслав Дмитриевич (15.12.1919 — 17.09.1920)
- Антонов Георгий Данилович (15.03.1936 — 25.11.1936), комбриг
- Белянко Василий Петрович (12.1937 - ?)
- Гусевский, Николай Андрианович (12.03.1938 — 1940), комбриг
- Панин, Илья Васильевич (08.10.1940 — 06.04.1942), генерал-майор
- Перков, Степан Павлович (07.04.1942 — 29.08.1944), полковник, с 01.09.1943 генерал-майор
- Дегтярёв, Николай Николаевич (30.08.1944 — 09.01.1945), полковник
- Поляков, Василий Георгиевич (10.01.1945 — 28.01.1945), полковник
- Буланов, Гавриил Алексеевич (29.01.1945 — 27.06.1945), полковник

## Награды и наименования
| Награда (Почётные наименования)   | Дата                                                         | За что награждена |
| --------------------------------- | ------------------------------------------------------------ | --- |
| Орден Ленина                      | 23.07.1940                                                   | Советско-финская война (1939—1940) |
| Орден Красного Знамени            | Указ Президиума Верховного Совета СССР от 19.02.1945 года    | За образцовое выполнение заданий командования при форсировании рек Дайме и Прегель и овладении городами Лабиау, Велау, Даркемен, Бенкхайм, Тройбург и проявленные при этом доблесть и мужество. |
| Почётное наименование «Мазурская» | Приказ Верховного Главнокомандующего СССР от 05.04.1945 года | |
| Орден Кутузова II степени         | Указ Президиума Верховного Совета СССР от 26.04.1945 года    | За образцовое выполнение заданий командования в боях с немецкими захватчиками при овладении городом Хайлигенбайль и проявленные при этом доблесть и мужество.                                   |

Награды частей дивизии:
- 337-й стрелковый ордена Александра Невского[5] полк
- 81-й стрелковый Краснознамённый ордена Александра Невского[5] полк
- 118-й стрелковый ордена Кутузова[5] полк
- 16-й отдельный сапёрный ордена Красной Звезды[6] батальон

## Воины дивизии
| Награда | Ф. И. О.                      | Должность                                        | Звание            | Дата награждения | Примечания       |
| ------- | ----------------------------- | ------------------------------------------------ | ----------------- | ---------------- | ---------------- |
|         | Васильев, Александр Макарович | командир взвода разведки 81-го стрелкового полка | младший лейтенант | 1940             | погиб 26.08.1941 |
|         | Коробов, Степан Яковлевич     | пулемётчик 337-го стрелкового полка              | ефрейтор          | 1945             | -                |

## Память
В Карелии, на 18-м км шоссе Калевала — Войница, в честь боевых подвигов воинов 54-й стрелковой дивизии, в 1967 году был установлен памятник в виде 76-мм артиллерийского орудия на высоком бетонном постаменте.